# Вироджена комета

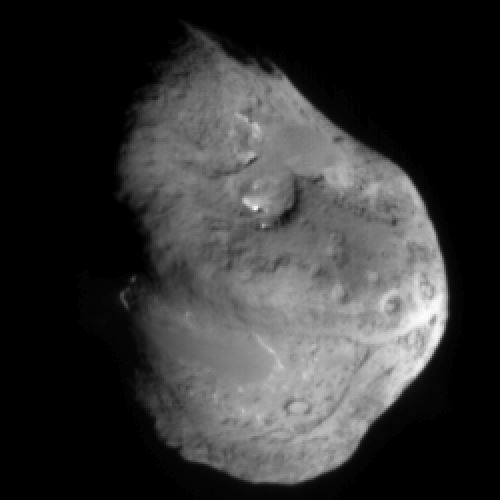
Ядро комети 9P/Темпеля, як його побачив космічний зонд NASA Deep Impact. Ця комета ще не виродженою, але дає деяке уявлення про те, який вигляд має кометне ядро.

Вироджена комета — комета, яка вже викинула у космос більшу частину летючих речовин, унаслідок чого їх залишилось недостатньо для формування хвоста і коми. Натомість у сплячій кометі не всі летючі компоненти не випарувалися в космос: частина прихована під неактивним поверхневим шаром.
Через практичну відсутність коми й хвоста вироджена або спляча комета нагадує радше астероїд, а не комету, через що різниця між цими двома класами малих тіл Сонячної системи розмивається. Коли летючі речовини, як-от азот, вода, вуглекислий газ, аміак, водень та метан у ядрі комети випаровуються, залишається лише інертна порода або купа щебеню. Наближаючись до стану виродження у процесі своєї еволюції, комета може пройти проміжну фазу.

## Природа вироджених комет
Виродженими називають комети, які вже виштовхнули більшу частину своїх летючих речовин у космічний простір, через що їх недостатньо для утворення хвоста або коми. З часом більша частина летючого матеріалу, який міститься в ядрі комети, випаровується, і комета стає невеликою, темною, інертною купою каміння або щебеню і починає нагадувати астероїд.

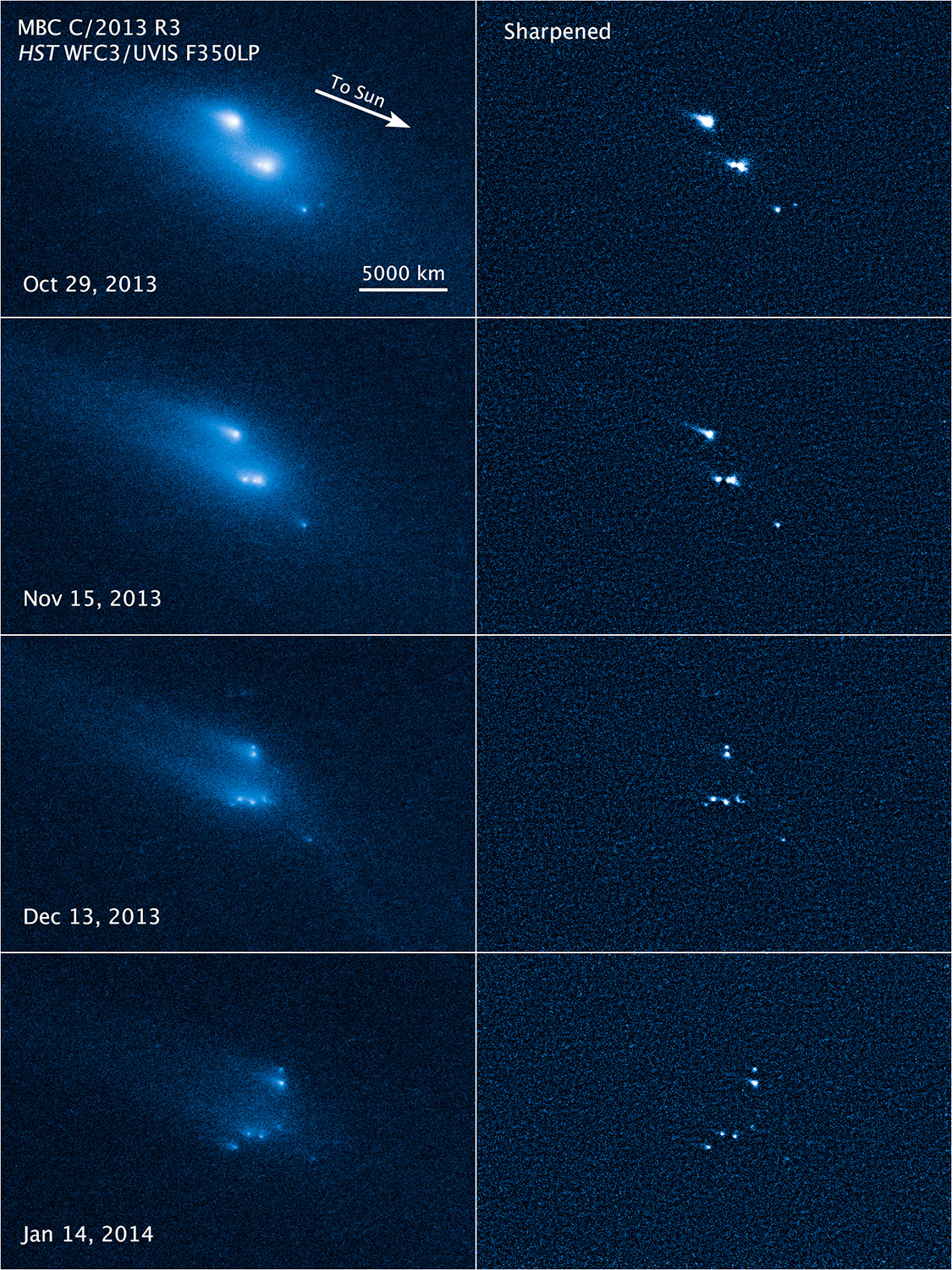
Розпад астероїда P/2013 R3, який спостерігався космічним телескопом Габбла наприкінці жовтня 2013 року — на початку січня 2014 року.

Іншим спорідненим типом комет є так звані перехідні комети — вони наближаються до стану виродженості, як-от ті, які були об'єктом пошуків програми Пошук перехідних комет за допомогою телескопа Габбла. Такі комети, як-от C/2001 OG108 (LONEOS), можуть являти собою перехідну стадію між виродженими кометами та типовими кометами типу комети Галлея (із періодами обертання яких 20—200 років) або довгоперіодичних комет (із періодами понад 200 років). Можливими кандидатами у вироджені комети вважаються малі планети групи дамоклоїдів — через подібність їхніх орбітальних параметрів параметрам комет типу комети Галлея.

### Сплячі комети
Сплячі комети — це комети, у яких летючі речовини герметично закапсульовані під шаром нелетючого матеріалу, що накопичився на поверхні. Такі шари можуть утворюватися, якщо в складі поверхні є нелетучі сполуки. Коли гази та інші летучі речовини випаровуються, нелетючі сполуки осідають униз і, накопичуючись, утворюють кірку завтовшки в кілька сантиметрів. Урешті-решт ця кірка повністю перекриває доступ сонячній енергії до глибинних шарів. Унаслідок цього процесу сонячне тепло вже не може пробитися скрізь цю кірку і нагріти летючі речовини під нею до температур, за яких вони почали випаровуватися.
Ядром виродженої комети можна вважати, наприклад, астероїд 14827 Гіпнос, поверхня якого вкрита кіркою завтовшки в кілька сантиметрів, яка запобігає дегазації будь-яких решток летючих речовин.
Сплячими називають також комети, які здатні стати активними, але не демонструють ознак активної дегазації. Наприклад, 60558 Ехекл раніше демонстрував кометну кому, через що дістав кометне позначення 174P/Ехекл. Кентавр 52872 Окіроя, пройшовши свій перигелій на початку 2008 року, значно збільшив свою яскравість.

## Розрізнення комет і астероїдів
Астероїди, коли їх почали відкривати, вважалися окремим класом небесних тіл, відмінним від комет. Для астероїдів і комет не існувало єдиного терміна. Лише у 2006 році Міжнародний астрономічний союз ввів в ужиток термін «мале тіло Сонячної системи».
Основна відмінність астероїда від комети полягає в тому, що комета шляхом сублімації поверхневого льоду під дією сонячного випромінювання утворює кому. Кілька небесних тіл потрапили одночасно до обох списків, оскільки спочатку їх класифікували як малі планети, але згодом з'явилися докази їхньої кометної активності. І навпаки, деякі (можливо навіть усі) комети з часом втрачають свої поверхневі летючі речовини і за всіма ознаками перетворюються на астероїди.
Ще одна відмінність полягає в тому, що комети зазвичай мають орбіти із більшим ексцентриситетом, ніж більшість астероїдів. Більшість астероїдів з особливо видовженими орбітами, ймовірно, є колишніми сплячими або виродженими кометами. Крім того, їх теоретично вважають загальним класом небесних тіл, що обертаються близько до Сонця.
Інший важливий показник — близькість орбіт до Сонця: є припущення, що більшість об'єктів, які рухаються орбітами, що проходять близько до Сонця, теж є виродженими кометами.
Приблизно 6 % навколоземних астероїдів вважаються ядрами вироджених комет, котрі вже не зазнають дегазації.

## Приклади вироджених комет

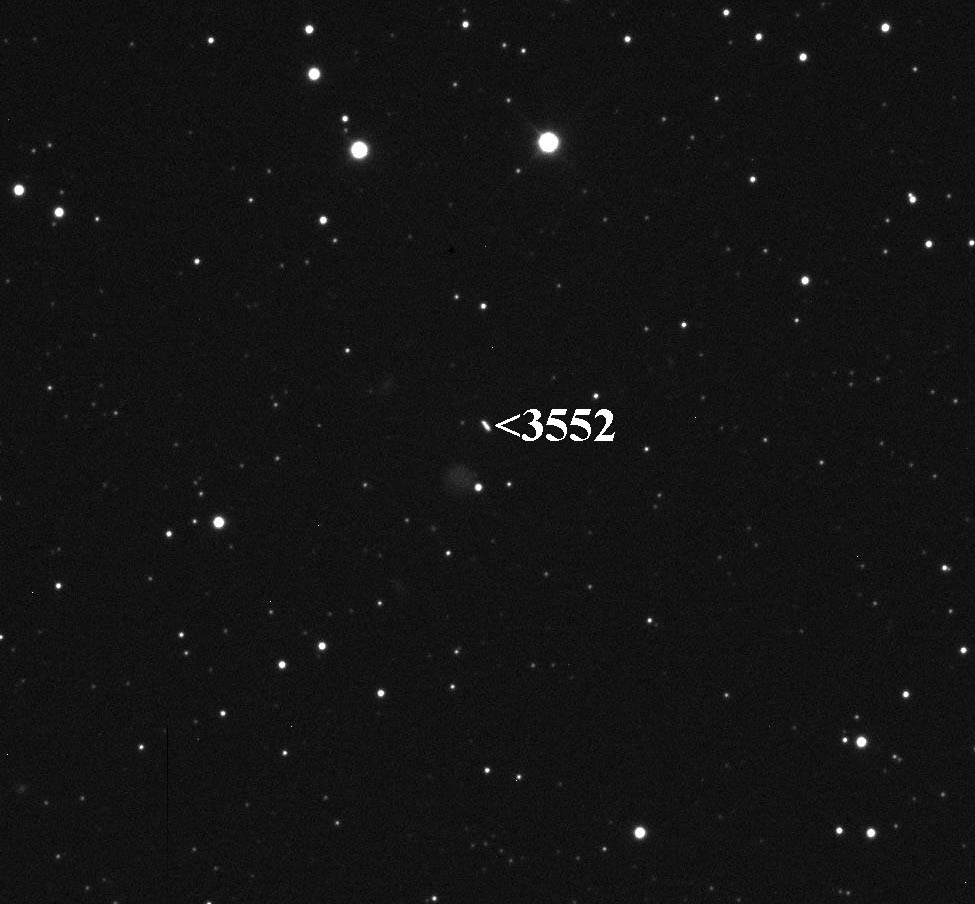
Дон Кіхот (видима зоряна величина 15) поблизу свого перигелію в 2009 році.

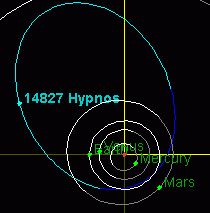
Видовжена (е = 0,66) кометоподібна орбіта астероїда Гіпнос.

Нижче перелічено небесні тіла, які вважаються виродженими кометами:
- (137924) 2000 BD19
- 14827 Гіпнос[6]
- 2101 Адоніс
- 2015 TB145
- 3200 Фаетон[12]
- 3552 Дон Кіхот[11]
- P/2007 R5 (322P/SOHO)[13]
- 1996 PW — можливо, вироджена довгоперіодична комета[14]